# 로버트 네이
로버트 네이(Robert Nay, 1956년 11월 15일 - 1992년 11월 7일)는 오스트레일리아의 수영 선수이다. 그는 뮌헨에서 열린 1972년 하계 올림픽에 참여했지만 결선 진출에는 실패했다. 그는 1992년 퀸즐랜드주에서 자동차 사고로 사망하였다. 딸은 미건 네이이다.